# جيريمي براون (سياسي)
جيريمي براون (بالإنجليزية: Jeremy Browne) هو سياسي بريطاني، ولد في 17 مايو 1970 في المملكة المتحدة. حزبياً، نشط في الديمقراطيون الليبراليون. في الانتخابات العامة في المملكة المتحدة 2005، انتخب عضو برلمان المملكة المتحدة الـ54 عن دائرة تونتون وقد انضم خلال فترته النيابية ‏ (5 مايو 2005 – 12 أبريل 2010)  للكتلة البرلمانية الديمقراطيون الليبراليون وفي انتخابات المملكة المتحدة لعام 2010، انتخب عضو برلمان المملكة المتحدة الـ55 عن دائرة Taunton Deane (UK Parliament constituency) ‏ وقد انضم خلال فترته النيابية ‏ (6 مايو 2010 – 30 مارس 2015)  للكتلة البرلمانية الديمقراطيون الليبراليون.

## وصلات خارجية
- جيريمي براون على موقع IMDb (الإنجليزية)

- الموقع الرسمي